# Número de Shannon
Número de Shannon (10120) é uma estimativa da complexidade de jogo do xadrez. Ele foi calculado pela primeira vez por Claude Shannon, é amplamente reconhecido como o pai teoria da informação.
De acordo com ele, em média, 40 movimentos são feitos no jogo de xadrez e cada jogador escolhe dois movimentos entre 30 (embora possa haver menos movimentos, bem como nenhum - como no caso do xeque-mate ou empate - ou muitos como 218). Entretanto, (30×30)40, isto é, 90040 jogos de xadrez são possíveis. Este número é aproximadamente 10120, valores que se obtém ao resolver a equação: 90040=10x que é x=40×log 956.
A complexidade do xadrez é atualmente avaliada em aproximadamente 10131 (o número de posições legais no jogo de xadrez é estimado entre 18053 e 8050). Tal magnitude é frequentemente comparada ao número de átomos no Universo Observável, estimado proximamente a 10⁸⁰.